# Cornelis Vaillant
Cornelis Reinhart Vaillant (Amsterdam, 26 mei 1781 – Den Haag, 9 januari 1849) was een Nederlands advocaat, gouverneur van Suriname en rechter.

## Leven en werk
Vaillant werd in 1781 in Amsterdam geboren als een zoon van de bestuurder Christiaan Everard Vaillant en van Maria Cornelia van Herzeele. Na het behalen van het atheneum diploma studeerde hij rechtsgeleerdheid aan de Universiteit Leiden, waar hij in 1805 promoveerde op dissertatie tot meester in de rechten. Hij begon zijn carrière als commiesgriffier van de Cour Impériale en Hollande. Nadien fungeerde Vaillant als substituut-procureur-generaal bij de Hoge Raad der Nederlanden. Vervolgens was hij een jaar waarnemend advocaat-generaal bij de laatstgenoemde rechtssprekende instantie en daarna was hij aldaar advocaat-generaal. Vervolgens werd Vaillant benoemd tot advocaat-fiscaal in Suriname en van 1816 tot 1822 was hij gouverneur van Suriname. Van 1823 tot 1848 was hij werkzaam als raadsheer bij de Hoge Raad der Nederlanden.
Vaillant trouwde 15 oktober 1813 te Dalen met Jacoba Maria Louisa Cassa (1790-1849) en samen hadden ze zes kinderen. Vaillant overleed op een 67-jarige leeftijd te Den Haag.
- International Standard Name Identifier: 0000 0000 4354 6469
- Library of Congress Control Number: n96079021
- Nederlandse Thesaurus van Auteursnamen: 073295779
- Virtual International Authority File: 34847933
- WorldCat: E39PBJth4TWwjj9xxqXYPPJqwC